# リプレックス
リプレックス株式会社 (Ripplex Inc.) は、東京都渋谷区渋谷に本社を置くソフトウェア開発企業。

## 沿革
- 2006年3月 - リプレックス株式会社設立[1]。
- 2012年7月 - 産業革新機構より出資を受ける[2]。
- 2016年7月12日にカシオ計算機の子会社となる[3]。